# Vit sand
Vit sand (danska: Hvide Sande) är en dansk kriminaldramaserie som hade premiär den 3 maj 2021. Seriens första säsong består av åtta avsnitt och är skapad av A.J. Kazinski, Anders Rønnow Klarlund och Jacob Weinreich.

## Handling
Serien handlar om undercoverpolisen Helene som inleder ett samarbete med en tysk poliskollega i hopp om att lösa en ett år gammal mordgåta på Jylland.

## Rollista (i urval)
- Carsten Bjørnlund - Thomas Beckman
- Marie Bach Hansen - Helene Falck
- Bodil Jørgensen - Ellen Christensen
- Bjarne Henriksen - Thorbjørn